# Южное наречие русского языка

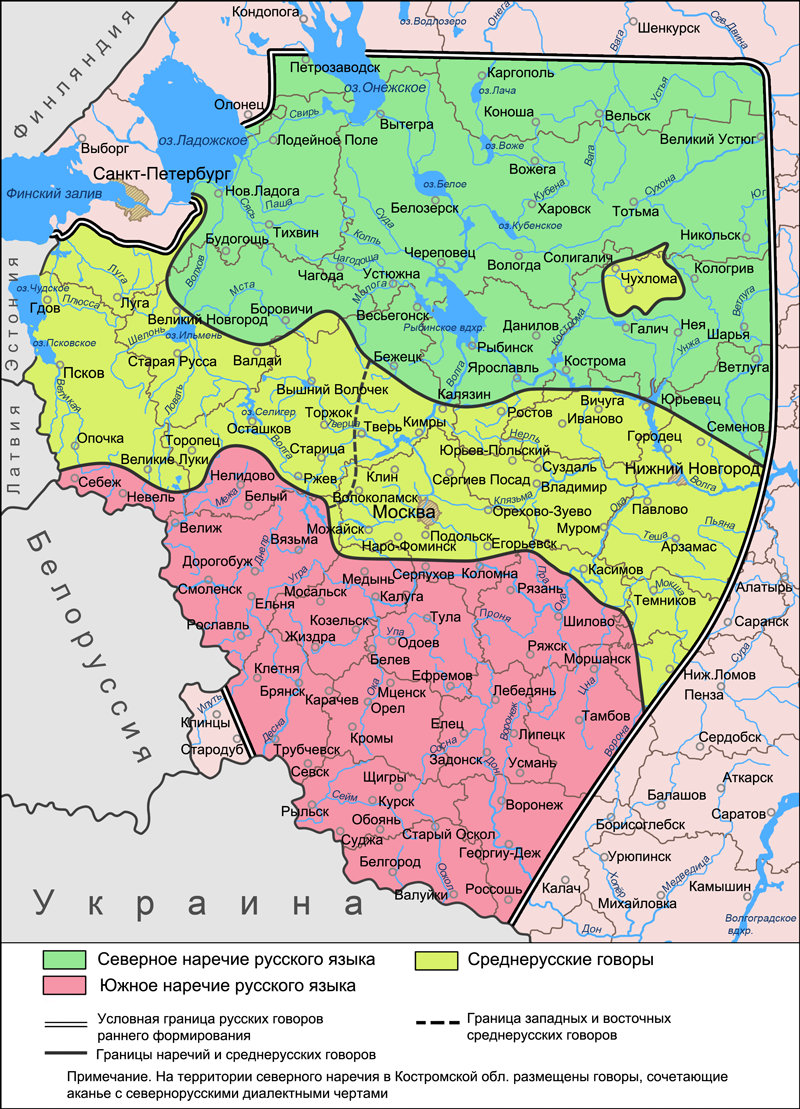
Наречия русского языка на территории первичного формирования (южнорусское наречие обозначено красным цветом)

Ю́жное наре́чие (диале́кт) ру́сского языка́ — крупная группа говоров русского языка в пределах европейской части России, сложившаяся к XV веку. Южнорусский диалект является диалектом первичного формирования.

## Изоглоссы

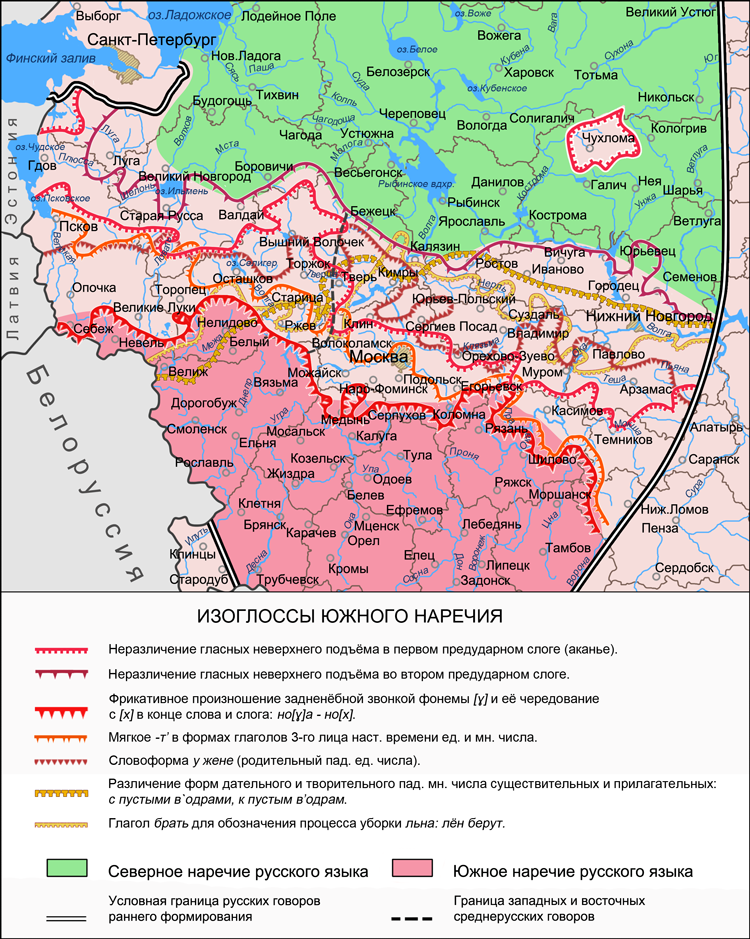
Изоглоссы южного наречия

Основной изоглоссой, отделяющей южнорусский диалект от среднерусского и северорусского, является фрикативное произношение фонемы /г/, то есть [ɣ].
Однако часть изоглосс объединяет южнорусское наречие с частью среднерусских говоров (в основном южных), прежде всего:
- аканье;
- окончание 3 л. ед. ч. глаголов настоящего времени на мягкое -ть: ходить, но сев. ходит;
- отсутствие выпадения звука /j/ и стяжания гласных в формах глаголов: делаеть, но сев. делат.

Некоторые фонетические и грамматические явления наблюдаются одновременно и в южнорусских, и севернорусских говорах, например, произношение фонемы /в/ как губно-губное /ў/ или /w/ в южнорусских и в некоторых Вологодских говорах.
По целому ряду изоглосс южнорусское наречие совпадает с говорами белорусского языка и восточнополесским говором украинского, это прежде всего:
- фрикативный /ɣ/;
- редукция безударных гласных: "аканье" и "яканье";
- губно-губное произношение «в»: /ў/;
- протетическое /в/ или /ў/ перед начальными /о/ и /у/: южн.-рус. и бел. во́сень.
- отсутствие звука /ф/, замена его на /х/, /хв/ или /п/;
- окончание 3 л. ед. и мн. ч. глаголов настоящего времени на мягкое -ть (-ць): южн.-рус.  (он) ходить, (они) ходють, бел. (ён) ходзіць, (яны) ходзяць;
- отсутствие мягких конечных губных /м/, /б/, /п/, /в/.

Однако белорусский язык обладает также рядом черт, отделяющих его от южнорусского наречия. Главными такими особенностями белорусского являются дзеканье и цеканье. Как и их отсутствие в белорусском, эти черты наблюдаются в южнорусском диалекте лишь в единичных случаях.
По ряду грамматических и фонетических признаков южнорусское наречие имеет схожие черты со слобожанским и степным диалектами украинского языка, это, прежде всего, отсутствие звука /ф/, протетическое /в/ или /ў/, отвердение мягких конечных губных, окончание 3 л. ед. и мн. ч. -ть у глаголов.

## История формирования

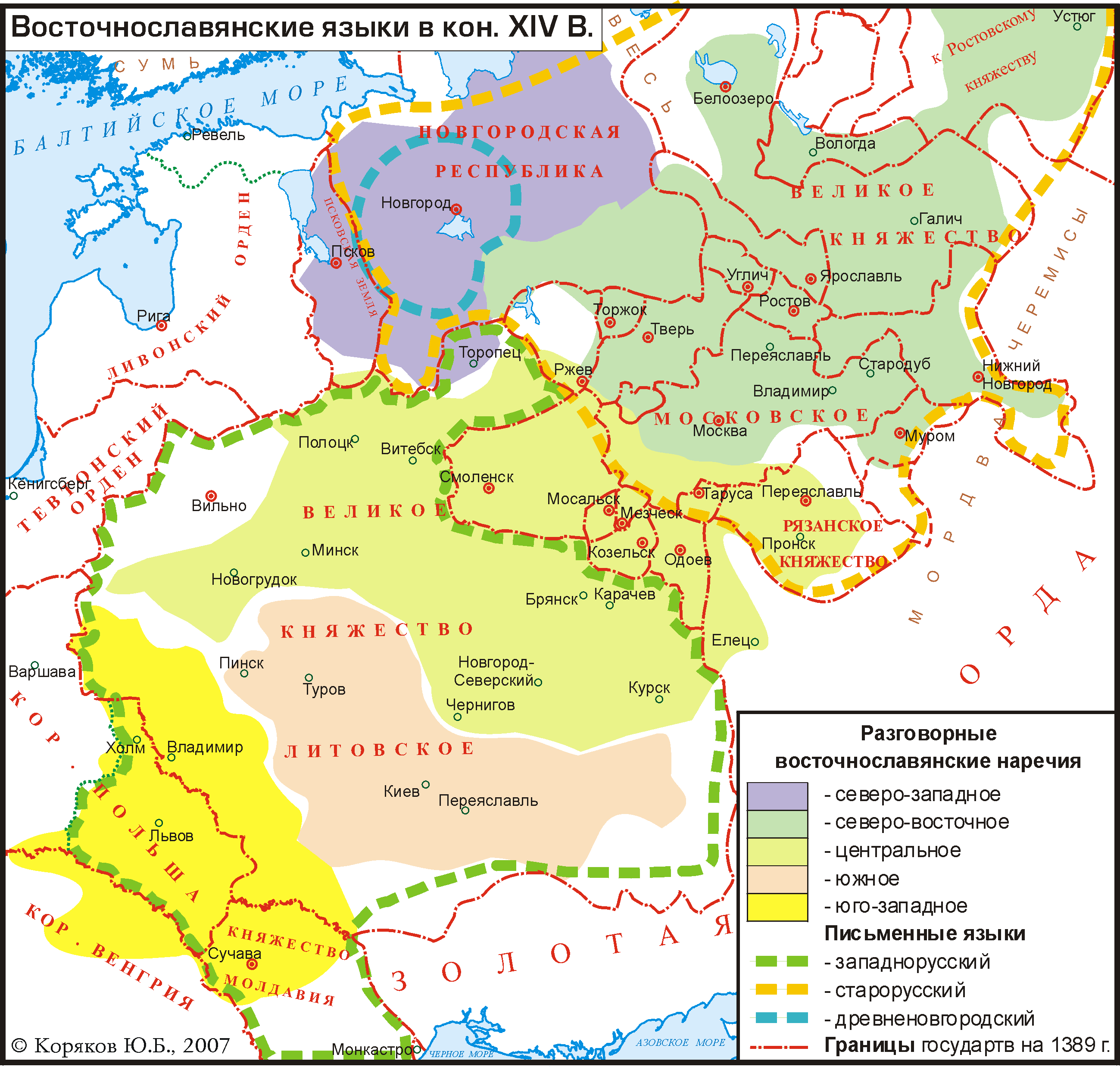
Русские княжества в конце XIV века

Первые археологические памятники восточнославянских племён — вятичей, радимичей, северян, кривичей — появляются в верховьях рек Днепра, Десны, Сейма, Сожа и Оки, в VIII—IX вв. К XI—XIII вв. множество вятских и кривичских памятников обнаруживаются уже в среднем течении Оки. В VIII—IX вв. вятичи, радимичи, северяне вместе с полянами вынуждены платить дань Хазарскому каганату.
В 882 г. князь Олег вместе с дружиной союзных племён по пути из Новгорода в Киев завоёвывает смоленских кривичей, а в 884—885 г. — радимичей и северян. Племена вятичей в 965 г. покорены князем Святославом Игоревичем, а в 984 г. радимичи окончательно теряют свою политическую независимость.
В XI—XIII территория южнорусского диалекта входила в состав Черниговского, Новгород-Северского, Смоленского, Муромо-Рязанского и Владимиро-Суздальского княжеств. Во второй половине XIII века эти княжества попали под зависимость от Золотой Орды. К началу XV в. большая часть территории за исключением крайнего восточного Рязанского княжества вошла в состав Великого княжества Литовского. Однако в процессе создания единого Русского государства и многочисленных русско-литовских войн XIV—XVI вв. вся южновеликорусская территория объединилась в составе одного государства, что дало возможность к развитию единого диалектного пространства.

Русские княжества в 1237 году

Главные диалектные черты, характеризующие южнорусский диалект, развились преимущественно XI—XV вв.
Фрикативный /ɣ/ по предположению Аванесова развился XI—XII вв.
Аканье, возникшее первоначально на юго-западе в Курско-Орловской территории после падения редуцированных в XII—XIII вв., постепенно проникает сначала на запад и позже на север. Таким образом, территория южнорусского наречия, занимавшая изначально лишь небольшую территорию, постепенно распространилась на север, в Москву, и запад, Смоленск, которые изначально входили в северную, /g/-ёкающе-окающую, группу диалектов (согласно А. Зализняку, фрикативное /ɣ/ было свойственно диалекту Москвы вплоть до XVII века).

## Область распространения

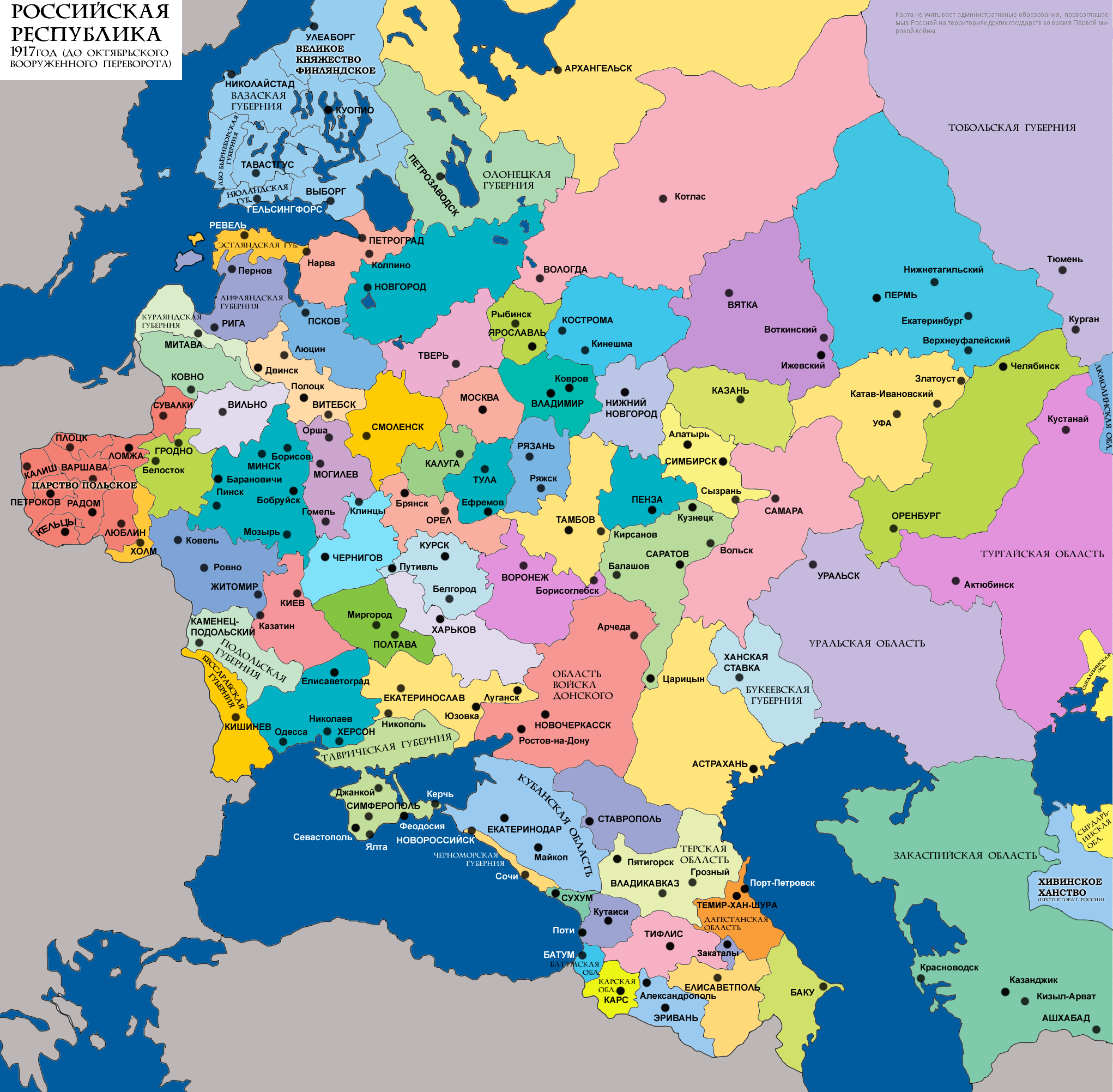
Карта западной части России с указанием губерний и областей на 1917 год

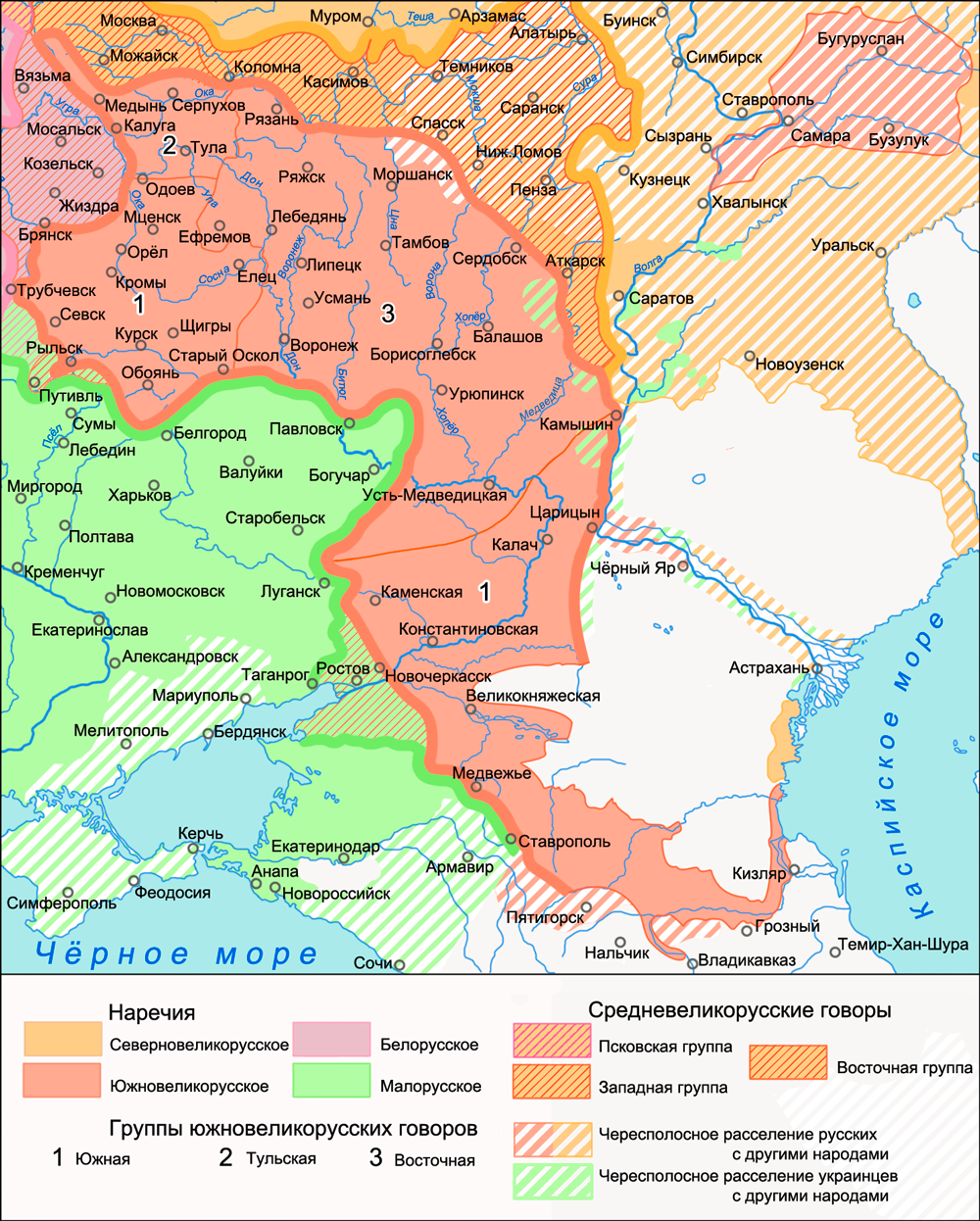
Ареал южновеликорусского наречия на диалектологический карте 1915 года

### В Российской Империи
В первоначальную территорию образования южнорусского наречия полностью входили следующие губернии Российской империи: Воронежская, Калужская, Курская, Орловская, Рязанская, Смоленская, Тамбовская, Тульская. Великорусское население этих 8 губерний по состоянию на 1897 составляло около 12 млн человек.
С колонизацией русскими в XVI—XVIII веках новых земель, южное наречие распространилось дальше на юг и восток в низовья Дона, Волги и на Северный Кавказ: губернии Ставропольскую, Саратовскую, Самарскую, Оренбургскую и другие, а также на области Войска Донского и Кубанскую. Великорусское население в новороссийских, малороссийских (украинских), западных (белорусских и литовских), привисленских губерниях также являлось преимущественно носителем южнорусского наречия и составляло около 4 млн человек, в некоторых губерниях доходив до 30 % от всего населения.
С массовым переселением крестьян на восток в XIX—XX веках южное наречие распространилось дальше на Урал, в Сибирь и Дальний Восток, образовав там свои локальные говоры, часто смешанного характера.
Таким образом, носителями южнорусского наречия в 1897 году являлись до 25 млн человек, что составляло почти половину всех носителей русского языка (по дореволюционной терминологии великорусского наречия русского языка)

### В современной России
Изначальная территория южнорусского наречия состоит из следующих современных областей: Белгородская, Брянская, Воронежская, Калужская, Курская, Липецкая, Орловская, юг Псковской, Рязанская, Смоленская, Тамбовская, Тульская, юг Тверской. Все они входят в состав Центрального федерального округа.
Носители говоров южного наречия образуют особую южнорусскую этнографическую группу в составе русского народа, противопоставленную севернорусской группе. На территории распространения говоров позднего формирования, в частности, в Сибири, южнорусские говоры были характерны в основном для новосёлов, в то время как старожилы (сибиряки) являлись, как правило, носителями говоров севернорусского типа, хотя в Восточной Сибири среди них встречается и аканье.

## Классификация говоров южнорусского наречия

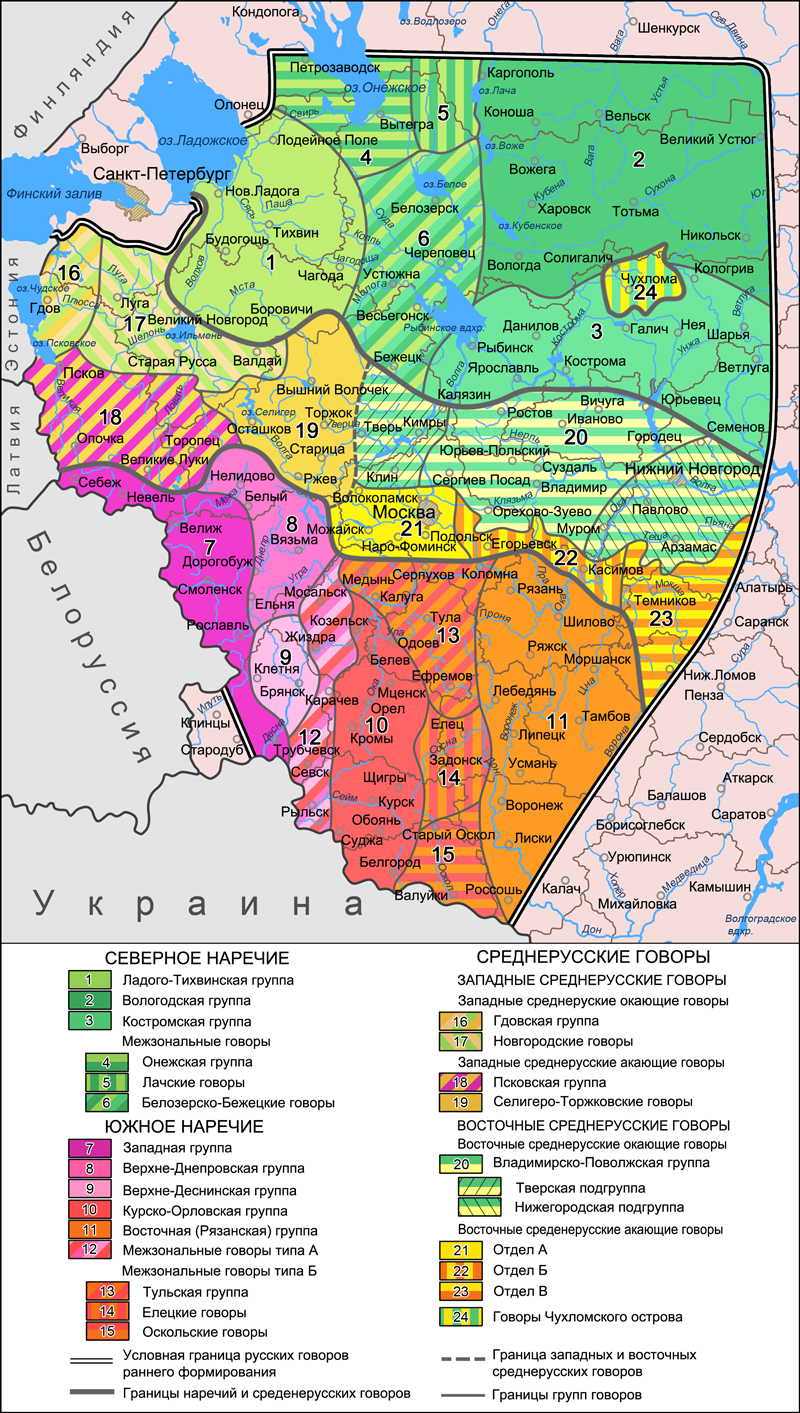
Диалектологическая карта русского языка 1965 года

Говоры южнорусского наречия по ряду схожих признаков территориально объединяются в три группы, между которыми также наблюдаются переходные межзональные группы:

### Западная группа
- Брянская
- Псковская (юг)
- Смоленская
- Тверская (юг)

### Центральная
- Белгородская
- Калужская (юг и запад)
- Курская
- Орловская
- Тульская (юг и запад)

Центральная и западная по ряду признаков имеют схожие черты.

### Восточная группа
- Воронежская
- Липецкая
- Рязанская
- Калужская (север и восток)
- Тамбовская
- Тульская (север и восток)

## Фонетика

### В области согласных
- Наличие фрикативного /ɣ/ на месте севернорусского и литературного смычного /г/. Оппозиция по звонкости/глухости /ɣ/ — /х/[9][10].
- Отсутствие звука /ф/ в западной и центральной группе говоров. Произношение /хв/ и /х/ на месте /ф/: хвартук, хворма, конхета, кохта, Хвёдор и т. д.[11][12].
- Как следствие отсутствие оглушения /в/ в /ф/ на конце слов[13].
- Частое произношение на месте /в/ губно-губных /ў/, /w/, /ув/ или гласного /у/ в западной и центральной группе: праўда, оўса, уремя, усех, домоў, столоў, ув армию, ува сне, увашли[14].

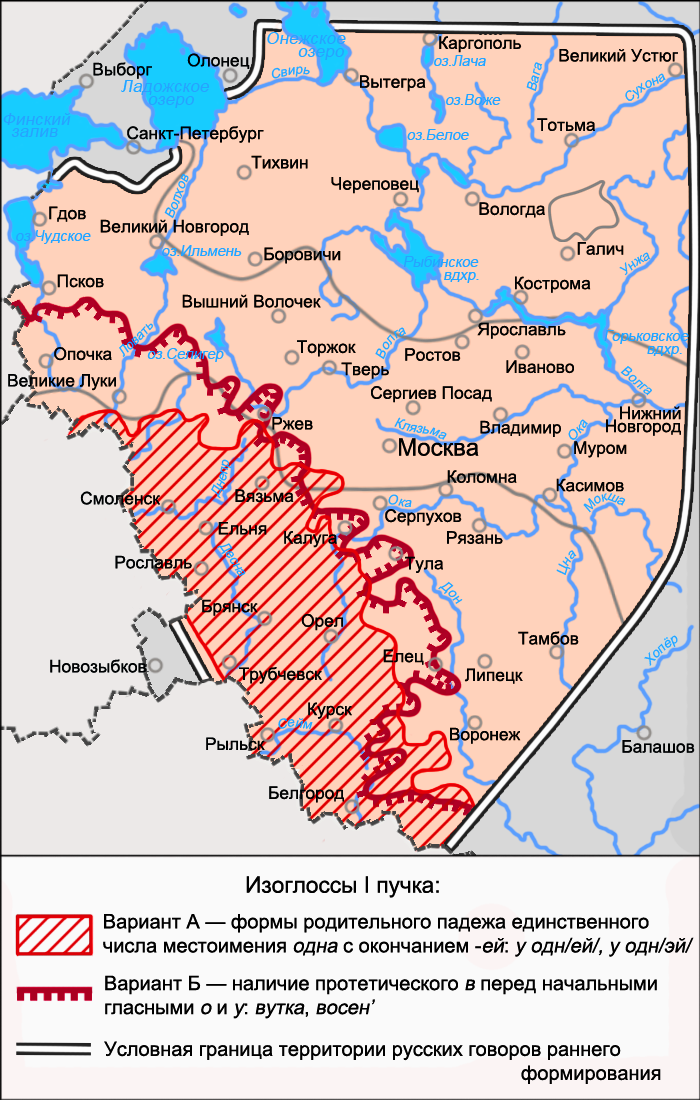
Карта распространения протетического /в~ў/

- Эпентетические (протетическое) /в/ или /ў/ перед /о/ и /у/ (особенно ударными) в западной и центральной группе: во́кна, ву́лица, ву́тки[15].

- Отвердение мягких губных /м, б, п, в~ў/ на конце слов в западной и центральной группе: любов, голуп, сём[16].

- «Щоканье» и «соканье» — произношение на месте ч мягкого /ш’/ и на месте /ц/ — /с/ в центральной группе говоров: щай, ущениса, куриса[17][18][19].

- Произношение «щ», «сч», «ждж» как долгих мягких /ш’ш’/ и /ж’ж’/ или твёрдых /шш/ и  /жж/[20][21].
- Отсутствие дзеканья и цеканья — отсутствие свистящего призвука у мягких /д'/ и /т'/[22].

### В первом предударном слоге

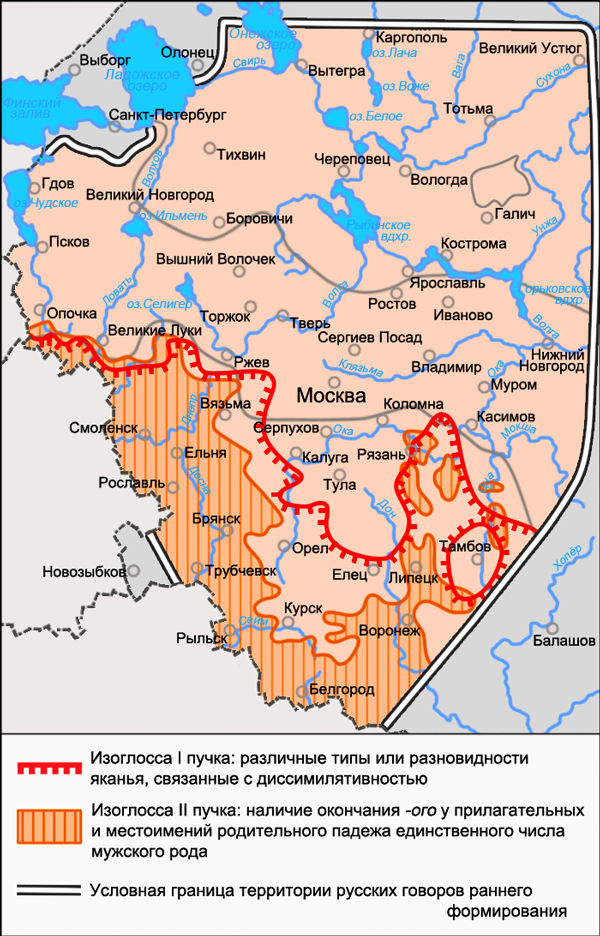
Карта распространения диссимилятивного аканья

- Аканье — неразличение безударных /о/ и /а/ в первом предударном слоге[23][24].
  - В западной и центральной группах аканье диссимилятивное (расподобление ударного и предударного гласных): травинкой — травой — тръва; вадичка — вадой — въда[25].
  - В восточной — недиссимилятивное: вада, трава, мълако, сърафан[23].
- Яканье — произношение /а/ на месте гласных /э/, /о/ и /а/ в первом предударном слоге после мягких согласных[26][27][28].
  - В западной и центральной группах яканье диссимилятивное: пято́к — пита́к, сяло́ — сила́, стя́ной — стина́[29].
  - В восточной — умеренное недиссимилятивное: пято́к — пити́, сяло́ — в силе́, стяна́ — стине́[26].
  - Сильное яканье в псковско-тверской группе говоров: сяло́, стяна́, пятоќ, в лясу́, вясна́[26].
- Иканье — произношение /и/ на месте гласных /э/, /о/ и /а/ в первом предударном слоге после мягких согласных в части говоров: пито́к, сила́, стина́[26][28].

### В заударных и втором (и далее) предударном слогах
- Иканье — в большинстве говоров произношение /и/ на месте безударных /э/, /о/ и /а/ после мягких согласных вместо принятого литературного редуцированного /ь/: вы́нис, вы́тину, по́иса, вы́види, о́зиро, за́иц, ме́сиц и т.д[30][31].
- Аканье — в части говоров произношение /а/ на месте безударных /о/, /а/ или /ы/  после твёрдых согласных вместо принятого литературного редуцированного /ъ/ или /ы/: ко́лас, хо́лад, малако́, стараны́, вы́мал, вы́бал[32][33][34].
- Ыканье — в некоторых говорах произношение /ы/ на месте безударных /о/, /а/  после твёрдых согласных: ко́лыс, хо́лыд, мылако́, стыраны́[35][32].
- Редукция /у/ — произношение /у/ как /ъ/ в псковско-смоленской и тамбовско-липецкой группах говоров: о́къни (окуни), фа́ртък (фартук)[36].
- Выпадение /ъ/ и /ь/ — выпадение /ъ/ и /ь/ в восточной группе говоров: млако́ (молоко), страны́ (стороны), гвари́ть, ку́рца, и т.д[37]. Данная черта носит разнообразный характер и сильно различается по говорам.

## Морфология

### Глагол
- Окончание глаголов 3 л. ед. числа -ть, отражающие древнерусское -ть, вместо севернорусского и литературного -т[38]: он несёть, она идёть.
- Окончание глаголов 3 л. мн. числа -ть, вместо севернорусского и литературного -т[39]: они несуть, они идуть, они сидять, они косять, они пишуть
- Окончание глаголов 3 л. мн. числа I спряжения -ють вместо -ят[40]: видють, просють, носють, любють, парють и др.
- Наличие форм без -ть у глаголов 3 л. ед. и мн. числа[39]: он сиди, они сидя.
- Окончание глаголов 2 л. мн. ч. -тя вместо -те[41]: вы несётя, вы любитя.
- Форма перфекта на -ши/-вши[42]: Девушка приехавши.

### Местоимения

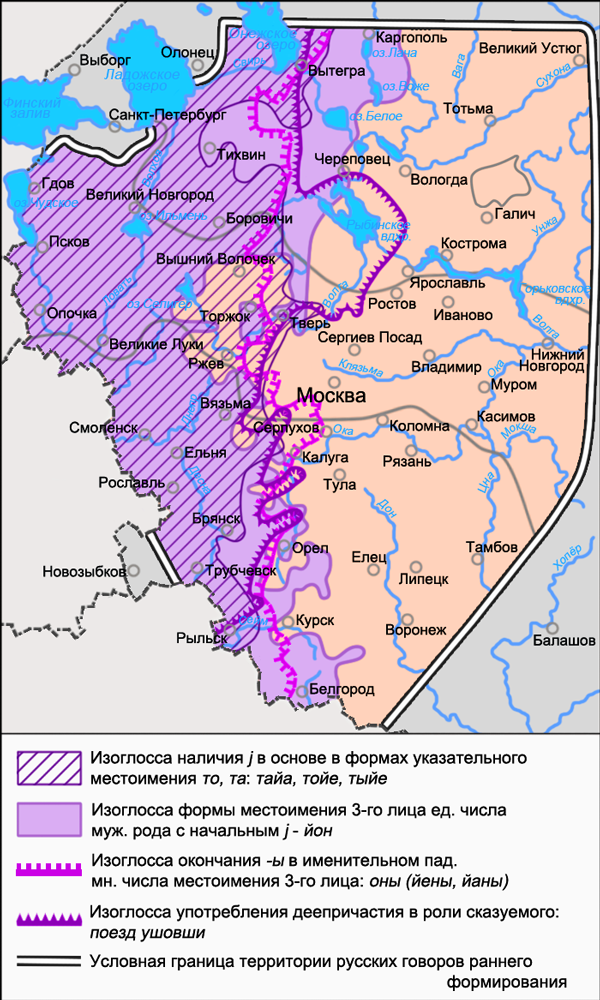
Западная диалектная зона

- Формы местоимений мене, тобе, собе (с разными формами редукции: мяне, табе и др., см. выше), отражающие древнерусские мене, тобѣ, собѣ.
- Форма местоимения 3 л. ед. числа муж. р. йон в западной группе.
- Местоимения ентот, ента, енто, енти (или с начальным э-) со значением  ‘более далёкий‘ в восточной группе: Вон энти (те) избы. Энти (те) жыли баɣата.
- Местоимения тый, тая, тые от тот, та, то, образованные по образцу полных прилагательных, в западной группе[43].

### Существительное и прилагательное
- Окончание существительных ср. р. в им. и вин. падежах -я вместо -е: поля, воскресенья.
- В восточной группе окончание существительных III склонения в дательном и предложном падежах на ударное -е: к пече́, по грязе́, в пече́, в грязе́, на лошаде́.
- Произношение окончаний род. падежа -его, -ого через фрикативное /ɣ/, а не через /в/.
- Окончание им. падежа мн. числа существительных среднего рода на -и/-ы: сёлы, о́кны, по́ли.
- В восточной группе существительные среднего рода с безударными окончаниями склоняются как существительные женского рода, то есть относятся к I склонению: из мя́сы, к мя́се, мя́су, с мя́сой[44].

### Другое
- Формы наречий где, когда, тогда: иде, йде, ка(ɣ)да, тада[45][46].
- Формы предлогов и приставок ув, уво: ува сне́, ув Алёны, увашла́, увле́сть[47].

## Лексика
Одной из особенностей лексики южнорусского, как и других устных диалектов, является сохранение исконных русских форм, сменившиеся в русском литературном на церковнославянские: рус. и цсл. одежда, южнорусск. одёжа и др.
Ниже приведён список некоторых слов из говора д. Деулино Рязанского района Рязанской области по состоянию на 1960—1963 года. Часть слов записана, опираясь на этимологическую орфографию, часть — на фонетическую, поэтому всегда стоит учитывать такие вещи как редукцию безударных гласных и ассимиляцию согласных.
Наречия, местоимения и прочее
- атсэ́ль, аццэ́ль, аццэ́ля — отсюда
- аттэ́да, антэ́да, анту́да, анту́дава, антэ́ль, антэ́ля — оттуда
- вза́втря — завтра
- вчара́сь, чара́сь, вчара́ся — вчера
- да́ве, да́вича, да́виш — некоторое время тому назад (в пределах тех же суток)
- де, иде́ — где
- де́и-то — где-то
- доке́ль — 1. пока, 2. до каких пор, до какого места
- дю́же — очень сильно
- дю́жий — большой или слишком большой
- ентот, энтот — этот
- за́ўтря, за́ўтри, за́йтря, за́фтря — завтра
- ихий, йихий, иха — принадлежащий им, их
- каб, коб, кабы — если бы
- кады, када — когда
- кажнай, каждый — всякий
- кой, ской — 1. насколько, в какой мере 2. как? в какой мере?
- колько [колькъ, кольки, колькя], кока, скольки, скока — сколько
- куды́ — куда́
- куды́-то, куды́й-то — куда-то
- ле́жели, ле́зели, ле́зи, ле́сли, ле́си, ле́ли, е́зли, е́жели, е́ли — если
- льзя — можно
- ме́не, ме́няй — менее
- на́все — вовсе совсем
- нады́сь, нада́сь — в недавнем прошлом
- никали́ — никогда
- никуды́ — никуда
- о́нта, о́нтась, о́нтъс, ани́та, ани́тась, ани́тася, ана́та, анатась, ана́тася, ана́дась — пусть себе, пускай себе
- онтэ́льный [антэльнай] — не здешний, тамошний
- тады,́ тада́ — тогда
- тады́шний, тады́шный, тадашний — прежний
- тапе́рь, тапе́ря; типе́ря, типе́рича, типерьча — теперь
- туды́ — туда

Существительные
- адёжа — одежда
- аржаной — ржаной
- бреховня — ругань, брань
- гайду́к — о высоком рослом человеке
- гу́тар — 1. разговор, беседа, 2. говор, речь, характерная для какого-л. коллектива
- де́сьма — десна
- до́кторь [до́хтарь] — доктор
- далдо́н — 1. дятел, 2. о надоедливом человеке
- дошьшь, дажьжя — дождь, дождя
- дроче́на, дрочёна — толстый блин, чаще из пшеничной муки, смазанный сверху яйцом
- жамка — пряник
- жбан — кувшин с крышкой, а также бидон
- жерело́ [жъряло́] — 1.отверстие, 2. перен. горло
- как жерело (течь, литься и т. д.) — сильно течь литься и т. д.
- жерздь — жердь
- жиро́к, кряпи́вник — ребёнок родившийся вне брака
- ка́зка — сказка
- картошки — реже картошка картофель огородное растение
- квас — 1. квас, 2. окрошка
- кобызёк, кобысёк — о самоуверенном, дерзком человеке
- кома́рь, кума́рь — комар
- комаря́ — о множестве комаров
- копе́ц — конец, капут
- кори́ка — корица
- кряпи́ва — крапива
- ксти́ны — крестины
- кузне́ц — 1. кузнец, 2. кузнечик
- кула́га — род тюри из муки, замешанной на воде с добавлением чёрного хлеба и сахара
- куле́ш — пшённый суп с салом
- легкови́чка [лихкавичка] — легковой автомобиль
- лобуда́ — о ком-л., чем-л. плохом, недостойном внимания
- лохо́нь — тряпка, лоскут
- людва́ — народ, люд
- ля́палка — болтунья, сплетница
- мами́ка, мамо́ка — мама (детское)
- моско́вка [маско́фка] — москвичка
- мура́вь, мура́ш — муравей
- мыша́ — мышь
- мя́тки, мя́тка — кушанье из мятого отварного картофеля, заправленного молоком, маслом и т. п.
- на́волока, на́волок, на́волочка — облачность, облака
- обе́д — завтрак
- обчежи́тие — общежитие
- о́бчество, о́бщество — сельская община, мир
- обу́жа — обувь
- одежа - одежда
- одева́ло — одеяло
- папи́ка, папо́ка — папа (детское)
- пода́ля, пода́ляй — подальше
- по́лдни, по́лдник — обед
- помо́га, помы́га — помочь, помощь, содействие поддержка
- салама́да, салама́та — род жидкой каши из гречневой муки, заваренной кипятком
- середа́ [серяда́] — среда (день недели)
- сосно́ — сосна
- стыдь — холод, стужа
- сусе́д — сосед
- тёпе́ц — бьющая часть цепа
- хъладно́ — хо́лодно
- ча́шка — 1. чашка, 2. миска

Междометия
- вса-вса [фсафса], всо-всо [фсофсо] — отгонные слова для свиней
- дютка — подзывное слово для свиней (обычно повторяется несколько раз)
- кукри-кукри, вач-вач — подзывные слова для овец
- кыть-кыть, кытя-кытя, кат-кать — подзывные слова для овец
- прынь, прынь — подзывание для телят

Прилагательные
- во́стрый — острый
- гуторли́вый — разговорчивый, словоохотливый
- россе́йский — 1. общительный, незамкнутый, 2. смелый, 3. бесхитростный, простой
- махинный — огромный

Глаголы
- брёха́ть — 1. лаять, 2. врать, 3. ругать, бранить
- влада́ть — 1. владеть кем-л., чем-л., 2. быть в состоянии действовать органами тела
- встре́нуть, стре́нуть — встретить
- встре́нуться, стре́нуться — встретиться с кем-л., попасться кому-л. навстречу
- допомо́чь — помочь
- иди́ть — идти
- каза́ть — говорить, сообщать что-либо, выражать какое-л. мнение
- креди́тный — хозяйственный, расчётливый, бережливый, деловой
- кстить — крестить
- ксти́ться — креститься
- ла́ять — ругать, бранить кого-л.
- ла́яться [лайацца] — ругаться, браниться
- мыть — 1. мыть, 2. стирать
- ндра́виться — нравиться
- обра́зить — придать кому-л., чему-л. должный вид; вымыть, нарядить, убрать и т. д.
- обра́зиться — привести себя в порядок
- окстись - одумайся
- поковыря́ть — сделать двойное плетение на подошве лапте
- поку́шать — 1. поесть, 2. попробовать
- склада́ть, склать — сложить

В данной таблице приведены слова, используемые старшим поколением в населённых пунктах юга Орловской области (Малоархангельский, Глазуновский, Верховянский, Колпнянский, Свердловский и другие районы) и севера Курской области (Поныровский, Золотухинский, Фатежский, Щигровский и другие районы):
| Литературное слово                       | Диалект                                |
| ---------------------------------------- | -------------------------------------- |
| сегодня                                  | нынче, нонче, ноне, ныне               |
| завтра                                   | завтри, заутра                         |
| вчера                                    | давче, давича, вчерась, анадысь, вчора |
| теперь                                   | таперче, теперьче                      |
| пряники                                  | жамки                                  |
| нет (нету)                               | не́тути, нема                           |
| становится холоднее                      | холоднеет, холодат                     |
| становится прохладнее                    | прохладнеет                            |
| становится теплее                        | те́плеет                                |
| встречать                                | стрявать,                              |
| встретить                                | стренуть                               |
| в (предлог)                              | у, ув, уво                             |
| дом (частный)                            | хата                                   |
| маленький сарай                          | курень                                 |
| телевизор                                | телевизер                              |
| врать                                    | брехать (второе значение: лай собак)   |
| показывает                               | кажет                                  |
| пока (~ до сих пор)                      | покамест                               |
| пошел (отправился)                       | подался                                |
| попробовать на вкус                      | покушать                               |
| произошедший/сделанный вчера вечером     | вечорошний                             |
| привести в порядок                       | образить                               |
| одеяло                                   | адеялка                                |
| окрошка                                  | квас                                   |
| миска                                    | чашка                                  |
| жидкое картофельное пюре на воде         | разведёнка, толчёнка                   |
| компот                                   | квасик, узвар                          |
| стопка водки                             | читок                                  |
| самогон (в качестве платы)               | магарыч                                |
| чёрствый                                 | твёрстый                               |
| стирать белье                            | стираться, мыться                      |
| мыться                                   | купаться                               |
| воронка (для налития жидкости)           | леечка                                 |
| завтрак (ать)                            | снеданье (снедать)                     |
| обед (ать)                               | обид (обидать)                         |
| ужин                                     | вечера, вечерить                       |
| взрослая курица                          | курёнок                                |
| мелкие лесные муравьи                    | комари                                 |
| крот                                     | хорь                                   |
| медведка (насекомое)                     | крёт                                   |
| очень                                    | дюжа, дюже                             |
| телега                                   | повозка                                |
| свой (продукт собственного производства) | свойский                               |
| один живу                                | сам живу                               |
| прелые (только груши)                    | улежалые                               |
| складывать                               | складать                               |
| справляюсь (с кем-то)                    | уладаю                                 |
| огород                                   | гаро́д                                  |
| дождь                                    | дош                                    |
| дождя (чего?)                            | до́шжу, до́шжа                           |
| велосипед                                | лисапед                                |
| здешний                                  | тутошний                               |
| что (утверждение)                        | што                                    |
| что…? (конкретный вопрос)                | шо…?                                   |
| что? (вопрос (когда переспрашивают))     | кого?                                  |
| что-то                                   | штой-то                                |
| чего?                                    | чаво?                                  |
| куда                                     | куды                                   |
| куда-то                                  | кудый-то                               |
| мне (кому?)                              | мине                                   |
| тебе (кому?)                             | табе                                   |
| себе (кому?)                             | сабе                                   |
| тепло                                    | тёпло                                  |
| холодно                                  | холодно́                                |
| недавно                                  | анады                                  |
| разговаривать                            | гутарить, балакать                     |
| магази́н                                  | мага́зин, ларек                         |
| их (чей?)                                | ихний                                  |
| его (чей?)                               | евойный                                |
| её (чей?)                                | ейный, еёный                           |
| этот                                     | энтот, ентот                           |

### Словари
- Большой толковый словарь донского казачества. Около 18 000 слов и устойчивых словосочетаний / Ростовский гос. ун-т, Ф-т филологии и журналистики. — М.: Астрель, 2003. — 608 с.
- Словарь современного русского народного говора (д. Деулино Рязанского района Рязанской области) / Под ред. И. А. Оссовецкого. — М.: Наука, 1969. — 612 с.